# Боудіка

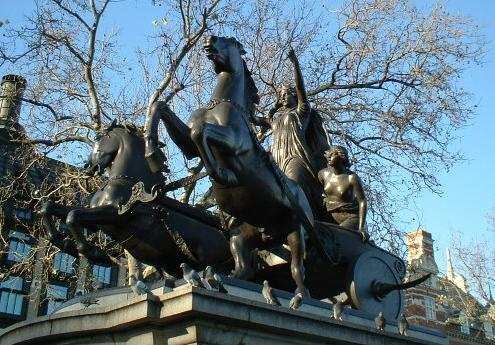
Статуя Боудіки у Вестмінстері

Боудіка (ірл. Boudicca, валл. Buddug, лат. Boadicea, Боадіцея, бл. 30, землі племені іценів — 61 н.е., Римська Британія) — королева кельтського племені іценів (корінних жителів Британії— Норфолку). Лідер великого повстання бритів проти римського панування (61 н.е.). Національна героїня. Вшанована на Поверсі спадщини Джуді Чикаго.
Боудіка була дружиною короля іценів, після смерті якого, королівство було анексовано Римом. Після цього Боудіка підняла повстання проти римського панування, зібрала своє військо до 120 000 осіб, і повела його проти римлян. Її армія розграбувала 3 римських міста і, зрештою, зустрілась у вирішальній битві з римським намісником Светонієм Пауліном. У цій битві римляни значно переважали чисельністю і практично знищили військо Боудіки. Сама Боудіка,  згідно з Анналами Тацита покінчила життя самогубством за допомогою отрути , а згідно з Римською історією Діона Кассія причиною її смерті стала хвороба. Її раптова смерть завадила об'єднанню решти бритів, останні осередки опору були придушені, а королівство іценів - захоплено Римом.

## Ім'я
Варіанти написання та вимови імені Боудіки варіюються в різних мовах та історичних джерелах. У 16 столітті Рафаель Голінсхед (англ. Raphael Holinshed) згадує її як Voadicia; Едмунд Спенсер називає її Bunduca, цей же варіант використовується в популярній якобінській п'єсі 1612 року..

## Біографія
Мало відомо про раннє життя Боудіки, лишень згадується, що вона була зі знатного роду. Боудіка була дружиною Прасутага - вождя кельтського племені іценів, який був союзником Риму, завдяки чому зберіг свою владу, а його королівство - автономію.
Перед смертю, побоюючись боротьби за владу, Прасутаг оголосив спадкоємцями своїх двох доньок та римського імператора Нерона. Однак, після його смерті (60 р.) імператор Риму знехтував рішенням короля і доєднав ці землі до складу римської провінції. Уся знать королівства була позбавлена своїх спадкових володінь, землі були пограбовані, а родичі короля були перетворені на рабів. Сама Боудіка була висічена батогами.
Після цього свавілля, Боудіка очолила велике повстання кельтів проти римського панування. У 61 році військо Боудіки, чисельністю до 120 000 осіб, атакувало римське поселення Камулодун (сучасний Колчестер), Лондиній (сучасне Лондонське Сіті) та  муніципіум Веруламій (сучасний Сент-Олбанс). Міста були розграбовані та спалені., вбито тисячі римських солдатів і цивільних. Так сталося, що в цей час римська провінція Британія залишились без лідера, оскільки намісник Римської Британії Светоній Паулін, відправився в експедицію на Мону, острів поблизу Британії.
Врешті, Гай Светоній Паулін зібрав армію і виступив проти повсталих бритів. Так відбулась вирішальна битва на Уотлінг-стріт (хоча точне місце розташування поля бою досі залишається невідомим. Ймовірно, воно знаходилося на Уотлінг-стріт - одній з головних римських доріг у Британії). Римляни значно переважали чисельністю і, зрештою, армія Боудіки була розгромлена. Згідно з Анналами Тацита Боудіка покінчила життя самогубством за допомогою отрути , однак Діон Кассій, у своїй роботі «Римська історія», навпаки, вказує причиною смерті раптову хворобу. Брити довго оплакували її і пишно поховали. Її смерть завадила об'єднанню решти бритів, останні осередки опору були придушені, а королівство іценів - захоплено Римом. 

## У мистецтві
- «Boadicea»— трек з альбому «Enya» 1987 року ірландської виконавиці Енії.
- «Bonduca»— популярна якобінська п'єса 1612 року.[8].
- «Boudica: Rise of the Warrior Queen» (2003)— британський телевізійний фільм 2003 року.
- «Boudica: Queen of War» /укр. «Королева Боудіка» (2023) - британський драматичний фільм 2023 року.